# BayArena
BayArena je fotbalový stadion v německém městě Leverkusen, kde odehrává své domácí zápasy prestižní klub Bayer Leverkusen. Dříve se sportovní areál jmenoval stadion Ulricha Haberlanda.
Dne 14. prosince 2007 začal přestavba stadionu na moderní fotbalový areál s kapacitou až 30 000 míst. Původní kapacita stadionu byla 22 500 míst.
Stadion hostil také utkání Mistrovství světa žen 2011.

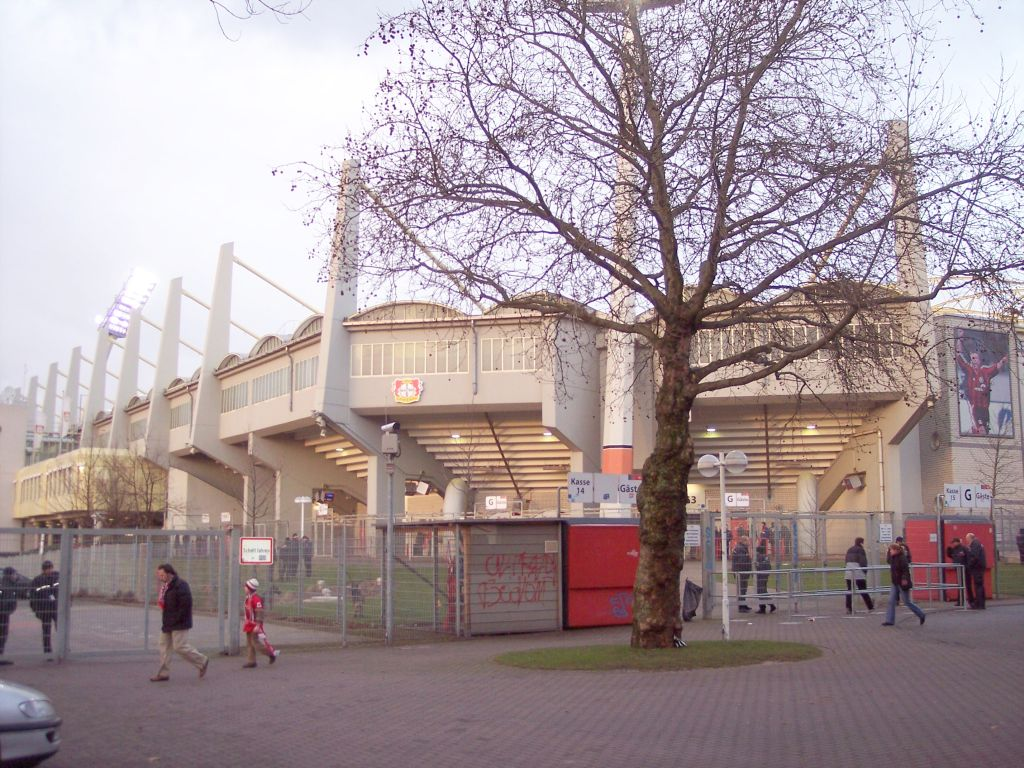
BayArena
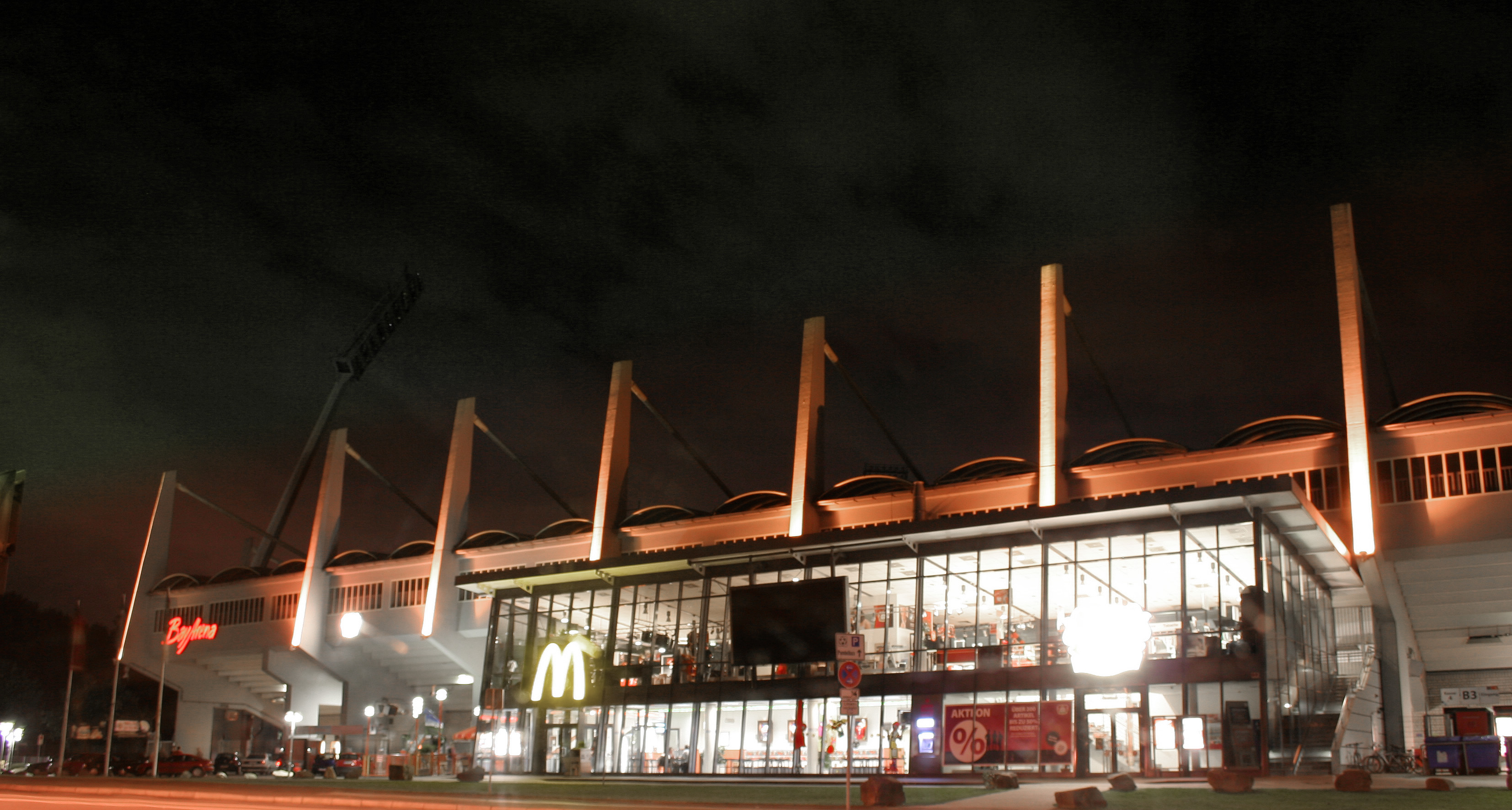
BayArena za tmy
Schéma stadionu